# 雀ケ森町
雀ケ森町（すずがもりちょう）は、愛知県愛西市の地名。

## 地理
旧立田村中央東部に位置する。東は旧佐屋町、西は小茂井町、南は山路町、北は石田町・宮地町に接する。

### 学区
- 高等学校 - 尾張学区
- 中学校 - 愛西市立立田中学校[WEB 5]
- 小学校 - 愛西市立立田南部小学校[WEB 5]

## 歴史
地名の起源ははっきりとしないが、「雀ケ森」または「雀森（すずめのもり）」の名前は南北朝時代のものと推定される文書にはすでに登場している。江戸時代までに「雀ケ森村」として成立し海西郡に属し、鵜多須代官所の支配下にあった。

### 沿革
- 1878年（明治11年） - 鶉山午新田の一部を編入する[2]。
- 1889年（明治22年） - 雀ケ森村が合併に伴い、川治村大字雀ケ森となる[2]。
- 1906年（明治39年） - 合併に伴い、立田村大字雀ケ森となる[2]。
- 2005年（平成17年） - 合併に伴い、愛西市雀ケ森町となる[2]。

## 世帯数と人口

### 人口の変遷
国勢調査による人口の推移。
| 1995年（平成7年）  | 429人 |  |  |
| 2000年（平成12年） | 403人 |  |  |
| 2005年（平成17年） | 407人 |  |  |
| 2010年（平成22年） | 407人 |  |  |
| 2015年（平成27年） | 372人 |  |  |

### 世帯数の変遷
国勢調査による世帯数の推移。
| 1995年（平成7年）  | 99世帯  |  |  |
| 2000年（平成12年） | 101世帯 |  |  |
| 2005年（平成17年） | 106世帯 |  |  |
| 2010年（平成22年） | 112世帯 |  |  |
| 2015年（平成27年） | 115世帯 |  |  |

## 交通

### バス
- 愛西市巡回バス（2020年4月1日現在）[WEB 13]

|    | 停留所名 | ルート |
| -- | -------- | ------ |
| 62 | 雀ケ森町 | 立田   |

## 施設
- 真宗大谷派道泉寺[1]
- 神明社[1]

### WEB
1. ↑  “愛知県愛西市の町丁・字一覧”.   人口統計ラボ. 2021年8月9日閲覧。
2. ↑  総務省統計局 (2017年1月27日). “平成27年国勢調査の調査結果(e-Stat) - 男女別人口及び世帯数 －町丁・字等” (CSV). 2021年7月21日閲覧。
3. ↑  “愛知県愛西市の郵便番号一覧”.   日本郵便. 2022年1月3日閲覧。
4. ↑  “市外局番の一覧” (PDF).   総務省. 2022年1月3日閲覧。
5. 1 2  愛西市役所 教育委員会 学校教育課. “小・中学校”.   愛西市. 2021年8月9日閲覧。
6. ↑  “雀森(中世)”. 角川日本地名大辞典 オンライン版. 2023年3月9日閲覧。
7. ↑  “雀ケ森村(近世)”. 角川日本地名大辞典 オンライン版. 2023年3月9日閲覧。
8. 1 2  総務省統計局 (2014年3月28日). “平成7年国勢調査の調査結果(e-Stat) - 男女別人口及び世帯数 －町丁・字等” (CSV). 2021年7月20日閲覧。
9. 1 2  総務省統計局 (2014年5月30日). “平成12年国勢調査の調査結果(e-Stat) - 男女別人口及び世帯数 －町丁・字等” (CSV). 2021年7月20日閲覧。
10. 1 2  総務省統計局 (2014年6月27日). “平成17年国勢調査の調査結果(e-Stat) - 男女別人口及び世帯数 －町丁・字等” (CSV). 2021年7月21日閲覧。
11. 1 2  総務省統計局 (2012年1月20日). “平成22年国勢調査の調査結果(e-Stat) - 男女別人口及び世帯数 －町丁・字等” (CSV). 2021年7月21日閲覧。
12. 1 2  総務省統計局 (2017年1月27日). “平成27年国勢調査の調査結果(e-Stat) - 男女別人口及び世帯数 －町丁・字等” (CSV). 2021年7月21日閲覧。
13. ↑  愛西市. “愛西市巡回バス”. 2024年4月9日閲覧。

### 書籍
1. 1 2 3 4  「角川日本地名大辞典」編纂委員会 1989, p. 1885.
2. 1 2 3 4  「角川日本地名大辞典」編纂委員会 1989, p. 731.